# Thomas Hamilton (arkitekt)
Thomas Hamilton, född 11 januari 1784, död 24 februari 1858, var en skotsk arkitekt.
Hamilton var verksam huvudsakligen i Edinburgh, där åtskilliga monumentalbyggnader, bland annat högskolan (1825) och flera kyrkor, samt delar av stadsplanen med Georg IV-bron är hans verk. Hamilton var en ivrig och skicklig klassicist och framlade sina estetiska synpunkter även i skrift.